# Grindie
Le grindie, aussi appelé grime-indie ou grime indie, est un genre musical à mi-chemin entre le rock dit indie (plus connu en France sous le nom de rock indépendant) et le grime.

## Histoire
L'inventeur du grindie serait Marv the Marsh et son groupe Why Lout. En effet, cet artiste crée des chansons en 2005 qui semble être à l'origine de ce style musical, en particulier avec un des premiers titres au son grindie, Stay off the Kane (reprise du titre rock Emily Kane de Art Brut). C'est en tout cas pour définir sa musique que des journalistes ont inventés ce terme ne savant pas definir son registre comme du grime ou du rock indépendant.
Akira the Don a produit des morceaux pour la mixtape What's the Story Brixton Glory de la star du grime Big Narstie qui échantillonnait Oasis et Arctic Monkeys, et qui a été citée plus tard comme une influence par Ed Sheeran. L'artiste de grime Lethal Bizzle devient un artiste de premier plan dans le sous-genre, publiant plusieurs hits du top 40 produits par Akira the Don qui échantillonnaient The Clash, The Breeders et Sham 69, collaborant également avec Statik, The Rakes, Babyshambles, Bloc Party, et Test Icicles,.
Pour le moment[Quand ?], malgré la multiplication des groupes de grindie anglais, ce style musical n'a pas dépassé les frontières anglaises.

## Mélange de genres
Venant pourtant de milieux très différents (le grime vient des quartiers défavorisés tandis que l'indie des classes moyennes), il a émergé début 2006 à Londres alors que le grime était au plus bas, du fait de sa réputation. Il se démarquait souvent par son milieu social, un flow très rapide et des paroles agressives et était de ce fait, par amalgame, associés aux gangsters.
Ainsi, on retrouve dans le grindie une forte inspiration de rap et de rock (souvent des rocks existant remixés).

## Artistes notables
Les noms les plus associés à cet art sont Lethal Bizzle, Statik ou encore Marv the Marsh.